# J.-H. Rosny
J.-H. Rosny var en pseudonym som åren 1887-1909 användes av de belgisk-franska bröderna och science fiction-författarna "Joseph" Henry Honoré Boex (1856-1940) och Séraphin "Justin" François Boex (1859-1948). 1909, då samarbetet upphörde, började Joseph använda författarnamnet J.-H. Rosny aîné ("Rosny den äldre") och Justin J.-H. Rosny jeune ("Rosny den yngre"). Bröderna föddes i Belgien, men flyttade till Frankrike och började skriva där.

## J.-H. Rosny aîné
J.-H. Rosny aîné är, näst efter Jules Verne, Frankrikes viktigaste science fiction-författare. I hans stora produktion av böcker finns en rad SF-böcker om rymdfärder och främmande livsformer, men också berättelser om vampyrer, och mer allmänna äventyrsberättelser.  
Hans viktigaste verk är Les Navigateurs de l'Infini (1925) i vilket ordet "astronautisk" myntas. I boken färdas huvudpersonerna till Mars i "Stellarium", ett rymdskepp som drivs av konstgjord gravitation. På Mars kommer de i kontakt med de trebenta, fredliga "Tripèdes", som håller på att utrotas av "Zoomorphs", en fientlig ras av utomjordingar.
Filmen Kampen om elden från 1981 bygger på Rosnys roman med samma namn från 1911 (utkommen på svenska 1919) och handlar om förhistoriska människor under den äldsta stenåldern som lär sig att handskas med elden.